# Акваріумні риби

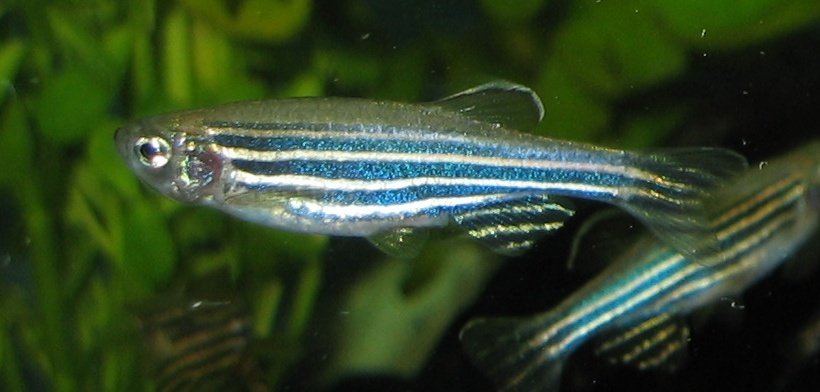
Даніо реріо — представник Коропових

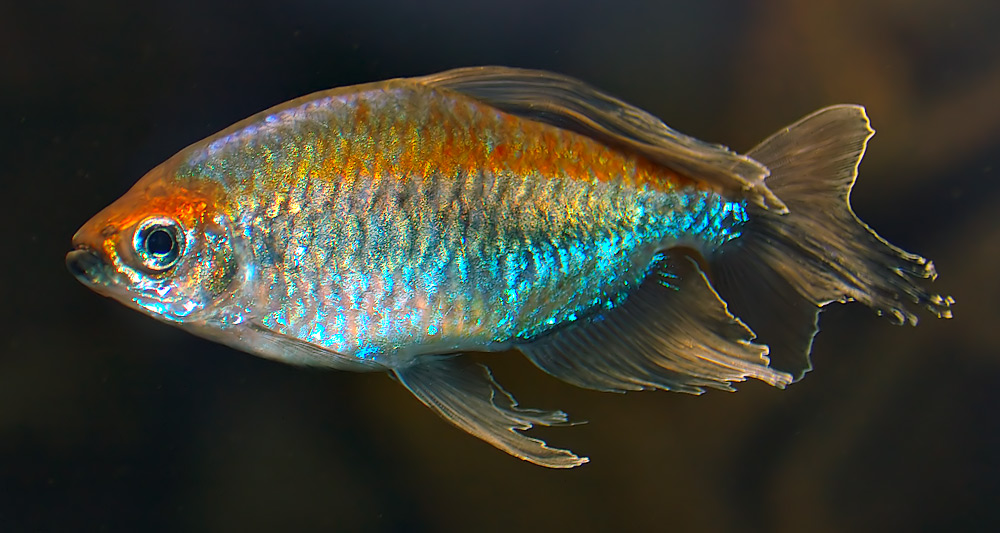
Phenacogrammus interruptus

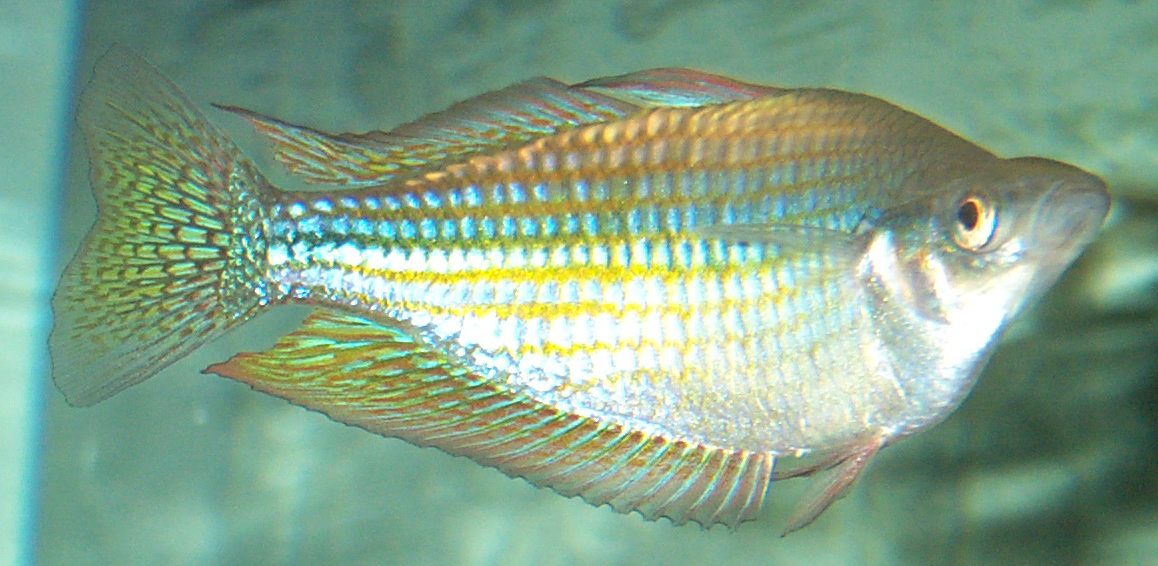
Melanotaenia fluviatilis — Австралійська райдужна рибка, представник ряду Атериноподібних

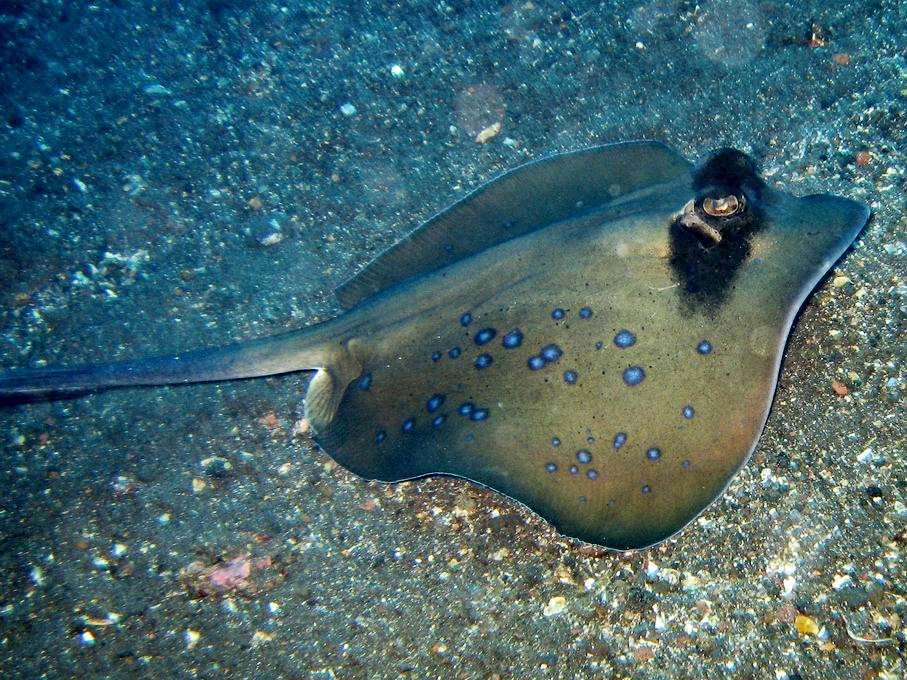
Хвостокол японський (Neotrygon kuhlii) — мешканець морського акваріума

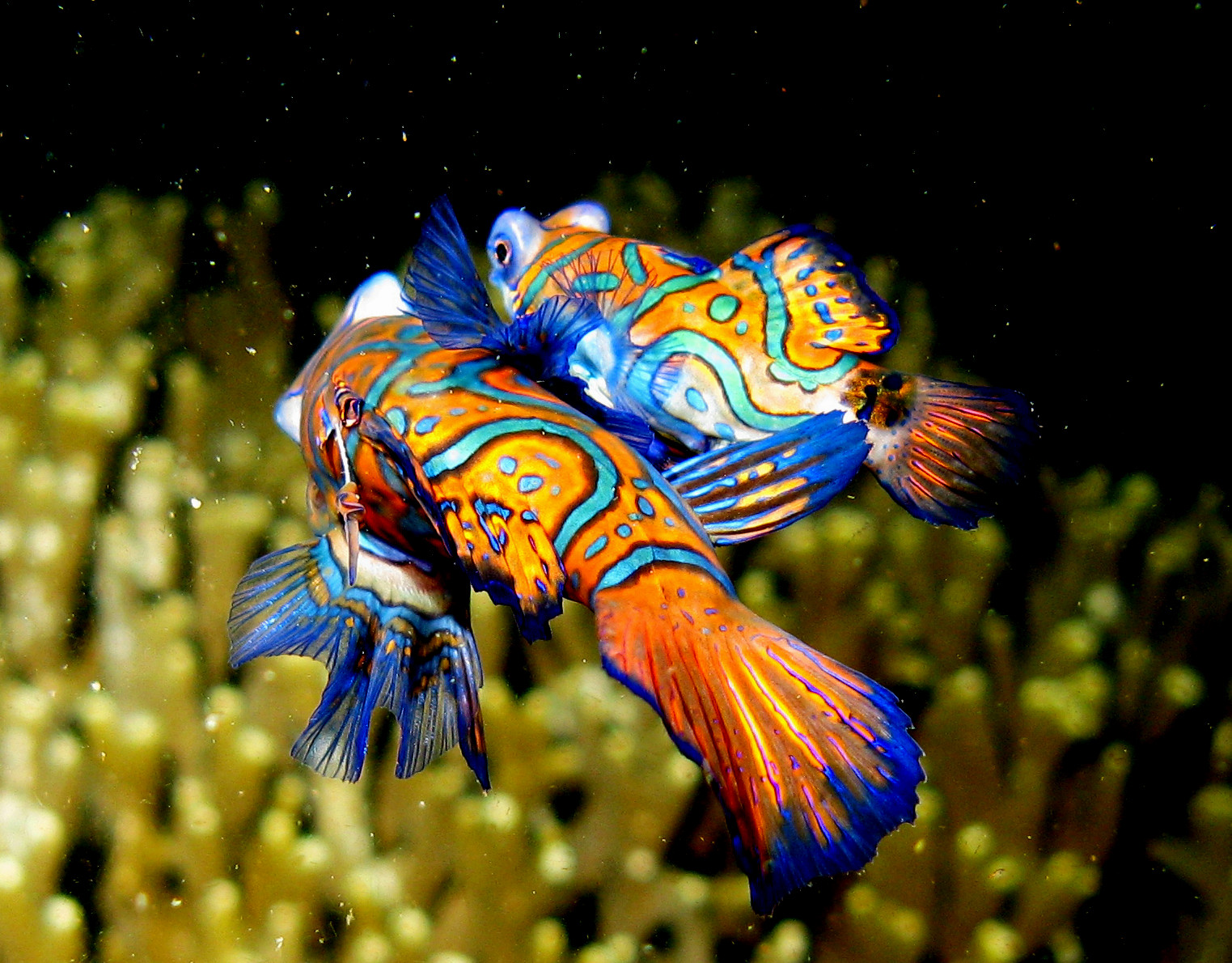
Мандаринка (Synchiropus splendidus) — мешканець морського акваріума

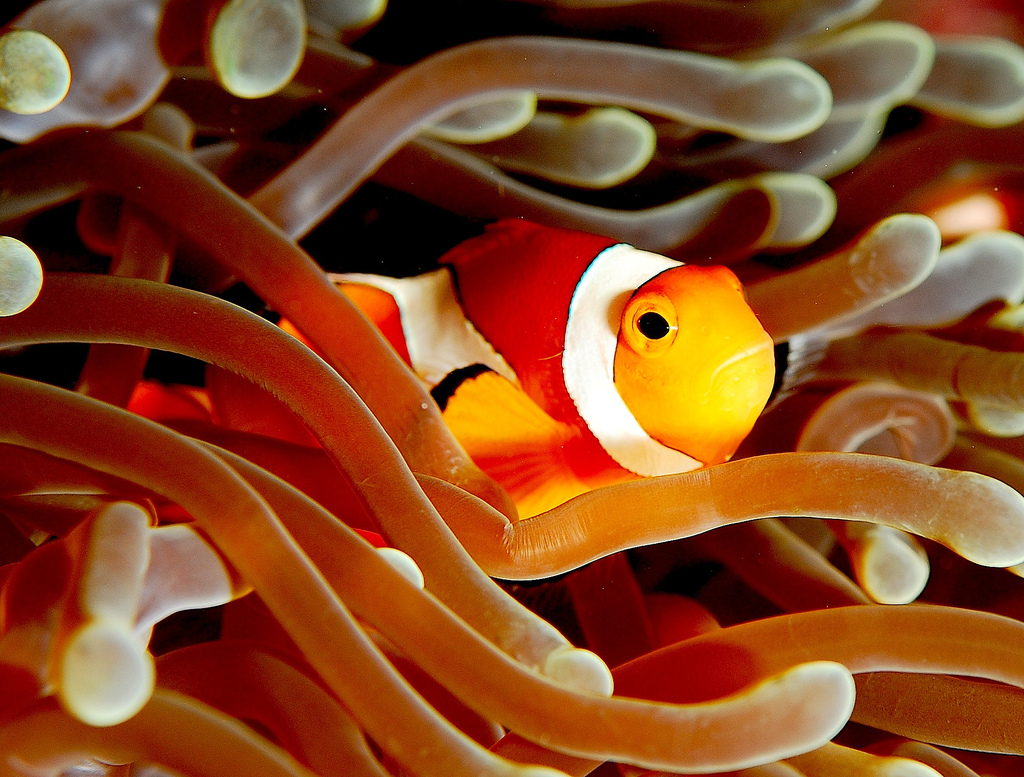
Риби-клоуни — група коралових риб

Акваріумні риби — збірна назва таксономічно різнорідних риб, яких утримують у акваріумах з декоративною метою.

## Групи акваріумних риб
Більшість акваріумних риб у природних умовах трапляються у тропічних і субтропічних як в прісних, так і в солоних водоймах. Тому виділяють прісноводних акваріумних риб, а також риб солонуватих і солоних водойм.

## Утримання риб в акваріумах
Для кожної рибки потрібно в середньому 2 л води на 5 см довжини тіла. Найневибагливішими є гупі — одній рибці потрібно 3-5 літрів води.
Акваріум повинен бути обладнаний або люмінесцентною, або світлодіодною лампою, яка не нагріває воду.
Потрібно встановити фільтр (внутрішній або зовнішній), компресор для подавання повітря (якщо в акваріумі багато риб або відсутні рослини) і терморегулятор (підтримує постійну температуру води в акваріумі).

### Захворювання
При інфекційних захворюваннях рибок акваріум слід обробити спеціалізованими лікарськими засобами, підняти температуру води на 3-4 градуси вище комфортної, частіше міняти воду акваріума.

### Корм
У залежності від об'єктів живлення в природі акваріумних риб годують тваринними або рослинними кормами. Успішно також застосовують штучні корми. Годувати рибок треба 1—2 рази на день. У разі перегодовування рибок можуть початися різні захворювання, у тому числі й ожиріння.

## Адаптація акваріумних риб
Під час переміщення рибок в акваріум потрібно зробити:
1. Взяти яку-небудь ємність (місткість — не акваріум), налити туди ту воду, у якій перебували риби, помістити туди риб.
2. Після цього потрібно налити в цю ємність воду з акваріума (50% від загальної маси води).
3. Через 25-30 хвилин рибок можна помістити в акваріум.

Це робиться для того, щоб перехід від температури акваріумної води до температури води, у якій мешкали рибки не був різким, інакше риби можуть отримати шок і померти. Рибок потрібно поміщати в акваріум обережно, інакше в них можуть поранитися плавці.

## Селекція та гібридизація акваріумних риб
Учені впродовж багатьох років здійснюють гібридизацію акваріумних риб, внаслідок чого й виведені різні породи акваріумних рибок.
Зокрема, виведено багато форм карася китайського (Carassius auratus) — так звані «золоті рибки», телескопи тощо.
Штучно виведеною формою коропа звичайного (Cyprinus carpio) є парчевий короп (кої) — існує близько 13 основних порід та близько 100 кольорових варіацій.
Деякі акваріумні риби виведені внаслідок гібридизації інших видів. Наприклад, риба папуга була виведена шляхом схрещування декількох видів родини цихлових.

## Родини акваріумних риб
До акваріумних належать риби з таких родин:
- Цихліди
- Коропові
- Пецилієві
- Харацинові
- Атеринові
- Помацентрові
- Коропозубі
- Лабіринтові
- Райдужницеві
- Сомові
- Осетрові